# Sbeitla
Sbeitla (Arabisch: صبيتلة) is een kleine stad in het noorden van Tunesië.

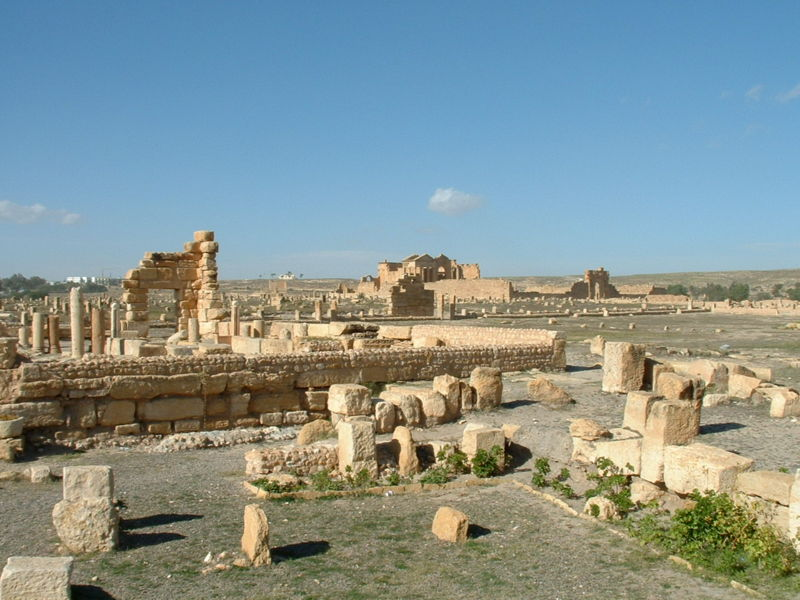
De ruïnes van Sufetula

De stad is bekend door de nabijgelegen Romeinse ruïnes van Sufetula. Sufetula maakte deel uit van de Romeinse provincie Africa. In de ruïnes is het best bewaarde forum van Tunesië te vinden. De stad diende nog een kleine tijd als hoofdstad van de provincie Africa, maar werd in 647 veroverd door de Arabieren op de Byzantijnse prefect Gregorius en werd daarna door de bewoners verlaten.
De oudste sporen van beschaving die in Sbeitla te vinden zijn megalieten en stele’s uit de prehistorie. De streek werd in die tijd bewoond door nomaden totdat het Legio III Augusta een kamp oprichtte in Ammaedara, het tegenwoordige Haïdra. Na de overgave van de Berberleider Tacfarinas kwam de streek volledig onder Romeinse controle.
Keizer Vespasianus en zijn zonen moedigden tussen 167 en 169 n.Chr. de vestiging van kolonisten aan. Uit in de stad gevonden inscripties blijkt dat de bevolkingspolitiek succesvol was in de 2e eeuw. Vooral de olijfolieindustrie zorgde voor welvaart. Het klimaat rond Sbeitla is ideaal voor het verbouwen van olijven. In de stad zijn resten van olijfpersen gevonden die hierop wijzen. De toegenomen welvaart maakte de bouw van het forum en andere belangrijke gebouwen mogelijk.
In de nadagen van het keizerrijk zette ook de neergang van de stad in. De Vandalen onder leiding van hun koning Geiserik veroverden Noordwest-Afrika in 430 n.Chr. en namen daarbij ook Sufetula in. Sporen van hun aanwezigheid zijn in de ruïnes terug te vinden. Door de komst van de Byzantijnen in 534 begon een nieuwe periode van voorspoed. De Byzantijnse prefect Gregorius verplaatste de hoofdstad van de provincie van Carthago naar Sufetula en verklaarde zich onafhankelijk van Byzantium. Een jaar later echter, in 647, werd Sufetula veroverd en verwoest door de Arabieren.
De bevolking van de regio keerde hierna terug naar haar nomadische bestaan.

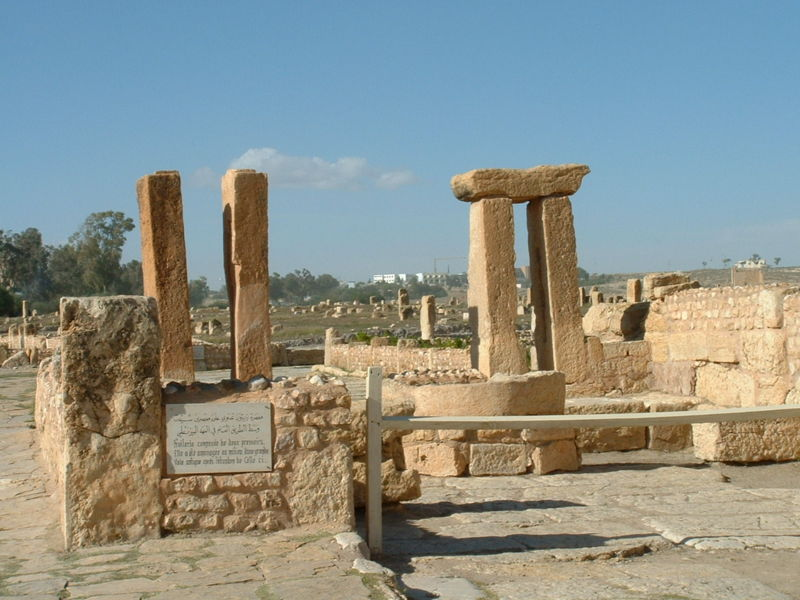
Olijfpersen
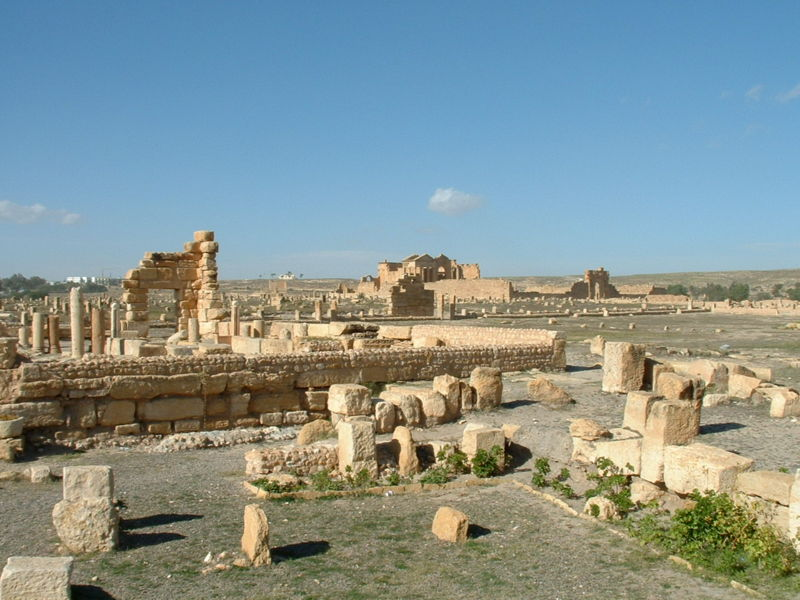
Kerk in het Byzantijnse kwartier
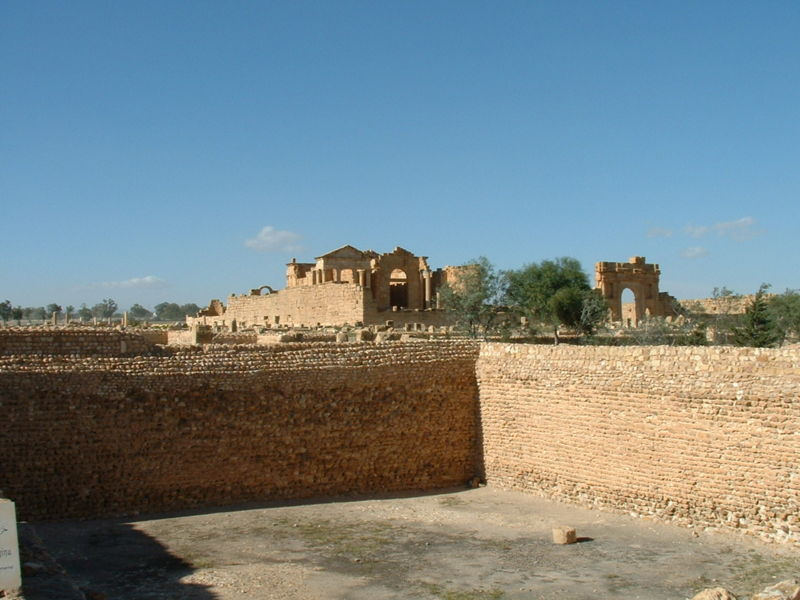
Waterbassin
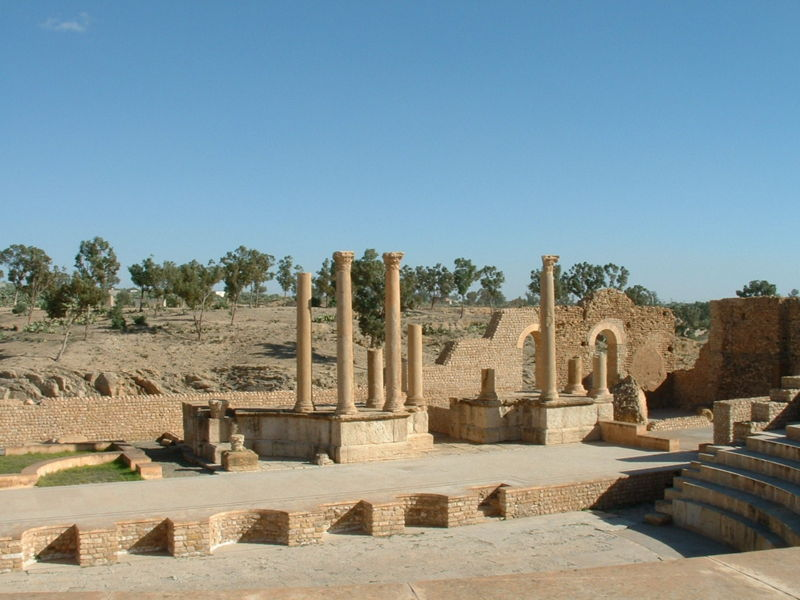
Theater
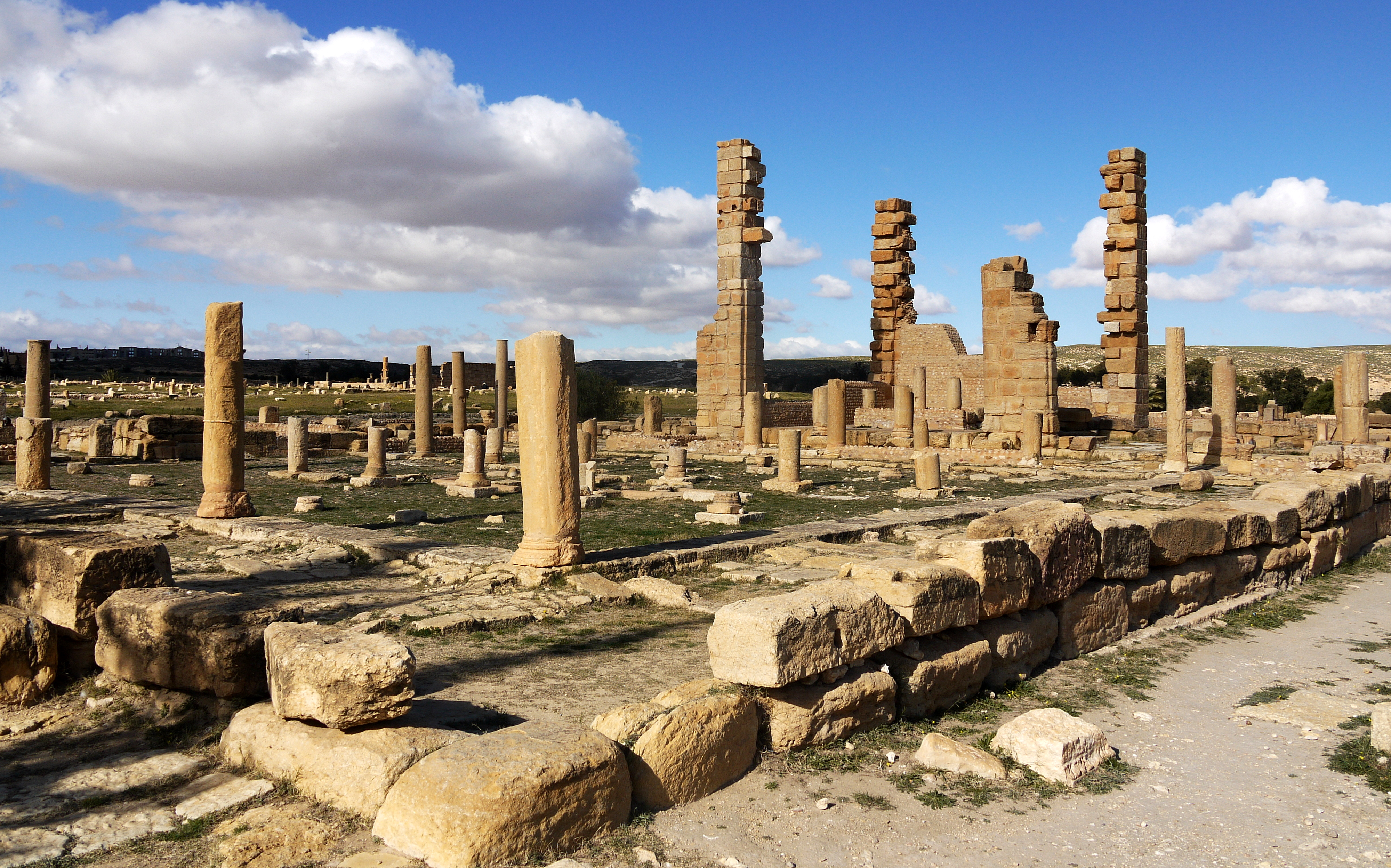
Kerk van Servus, gebouwd tegen een heidense tempel
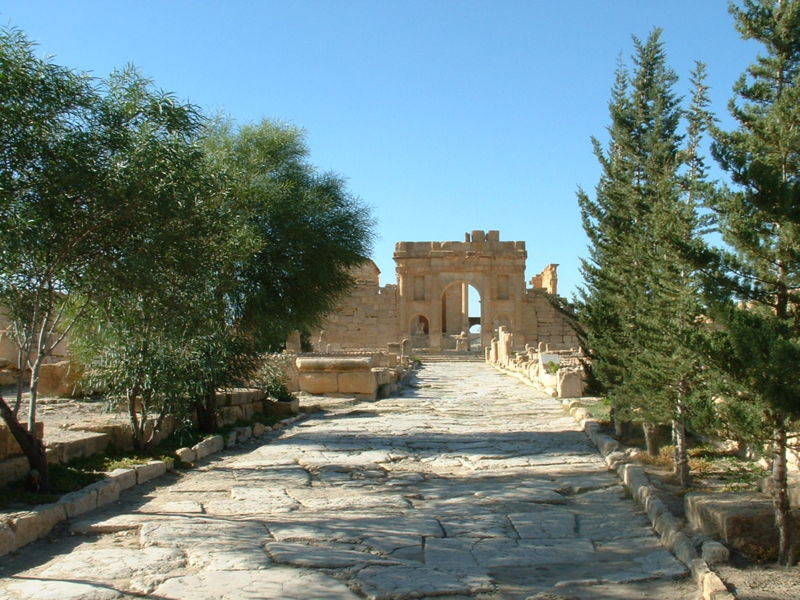
Boog van Antoninus Pius
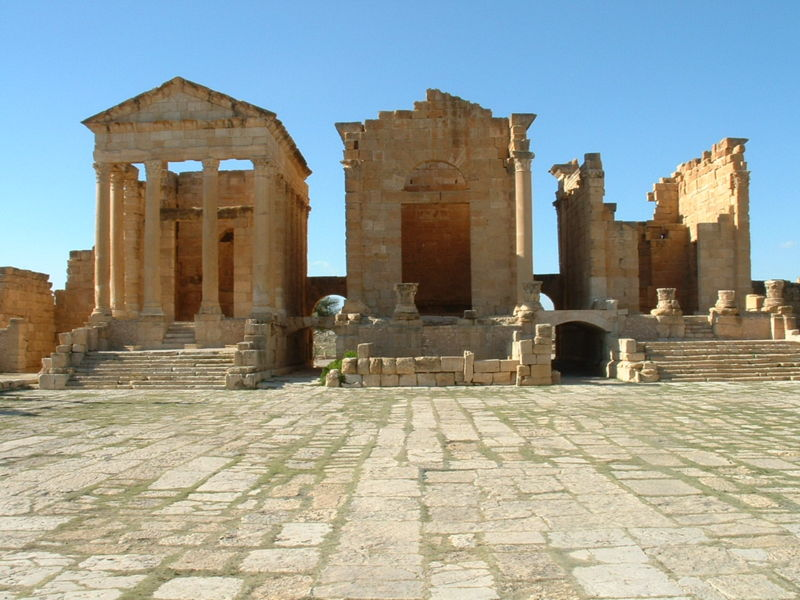
Het capitool met tempels
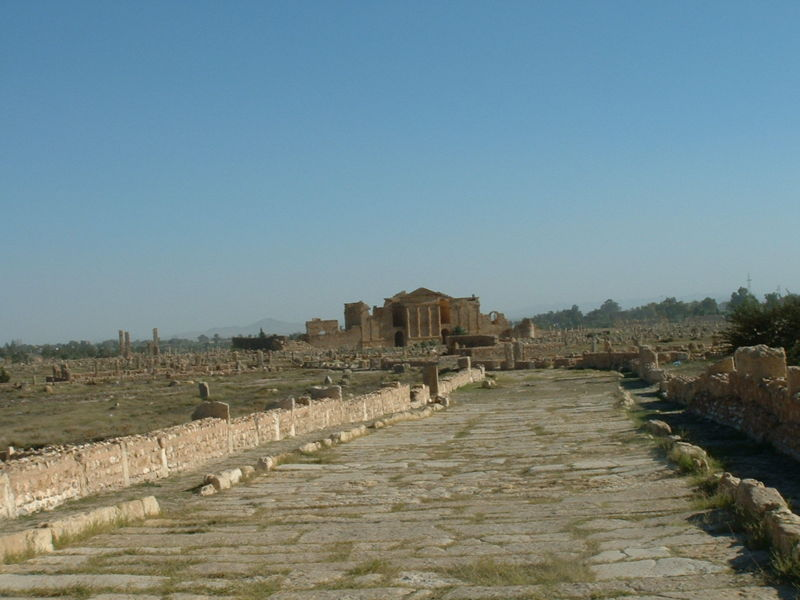
Een straat aan de achterkant van het capitool